# Rodrigo Mendes
Rodrigo Fabiano Mendes, ou simplesmente Rodrigo Mendes (Uberaba, 9 de agosto de 1975), é um e-futebolista brasileiro que atuava como atacante.

## Carreira
Após passar pela categoria infantil do Nacional de Uberaba, time de sua cidade natal, Rodrigo Mendes chegou ao Flamengo no início de 1991. Passou por todas as categorias de base do Flamengo conquistando vários títulos. Se profissionalizou em 1993 e estreou aos dezessete anos na equipe profissional, disputando o Torneio Rio-São Paulo, o Campeonato Brasileiro e alguns torneios internacionais em Portugal, Itália, Espanha e África do Sul. Em 1994, ainda servindo as categorias de base Rodrigo Mendes não teve muitas oportunidades na equipe principal, mesmo assim conquistou seu primeiro título em competição disputada na Malásia contra o Bayern Munique.
Em 1995, as coisas melhoraram, Rodrigo jogou muito mais e foi importante na conquista da Taça Guanabara, no vice-campeonato carioca, e no vice-campeonato da Supercopa Libertadores, em torneios internacionais no Japão e na China e no Campeonato Brasileiro ao lado de Romário, Sávio e Edmundo.
No início de 1996, Rodrigo foi contratado pelo Grêmio, clube pelo qual participou da conquista do Campeonato Gaúcho daquele ano.
Em seguida, mudou-se para o Japão, onde foi jogar no Kashima Antlers, levado por Zico, para substituir Leonardo, que estava se transferindo para o Paris Saint-Germain. Rodrigo Mendes brilhou na conquista inédita do primeiro título do Kashima Antlers da J-League, ao lado de Jorginho, Mazinho e Bismarck, seguido de uma Copa Nabisco e uma Super Xerox Cup, em 1997.
No retorno ao Brasil, Rodrigo terminou a temporada de 1997 atuando pelo Flamengo e chegando às semifinais do Campeonato Brasileiro.
Em 1998, Rodrigo Mendes foi emprestado ao Atlético Paranaense, clube no qual conquistou o título de Campeão Paranaense. No segundo semestre, o atleta se transferiu novamente ao Grêmio se consagrando como o artilheiro do Grêmio no Campeonato Brasileiro e um dos principais jogadores da equipe que chegou às quartas-de-finais do Brasileirão.
No retorno ao Flamengo após o final do empréstimo ao Grêmio, Rodrigo Mendes teve muita dificuldade em se firmar como titular. Mesmo assim, ele foi o jogador que mais atuou durante o Campeonato Carioca. Após a conquista da Taça Guanabara, Rodrigo fez o gol do título, na grande final, contra o Vasco da Gama.
Após um fraco Campeonato Brasileiro, o Fla ainda Conquistaria o título inédito da Copa Mercosul onde Rodrigo Mendes se destacaria com gols importantes, contra Colo-Colo (Chile) e nas finais contra o Palmeiras, numa virada histórica dentro do Parque Antártica.
Em 2000, Rodrigo conquistou a Taça Rio e o bicampeonato carioca, novamente contra o Vasco. Um novo empréstimo ao Grêmio no segundo semestre e Rodrigo Mendes teve que buscar seu espaço num time que tinha como principal estrela Ronaldinho Gaúcho, além de Zinho, Paulo Nunes, Danrlei, Roger, Tinga, Anderson Polga, Ânderson Lima entre outros, terminando o ano após uma derrota para o São Caetano nas semifinais do Torneio João Havelange.   
Então em 2001 Rodrigo Mendes conseguiu finalmente brilhar. Foi importante nas conquistas do Campeonato Gaúcho de 2001 e da Copa do Brasil de 2001e um dos artilheiros do Grêmio na temporada.
Em 2002, Rodrigo Mendes entrou para a história do tricolor gaúcho se tornando artilheiro da Libertadores da América (10 jogos e 10 gols), fato feito apenas por Jardel na campanha de 1995, e fazendo o gol da vitória no clássico Grenal do Brasileiro (1–0). Terminou a temporada como semifinalista da Libertadores e do Campeonato Brasileiro, e como um dos artilheiros da equipe gaúcha na temporada ao lado de Rodrigo Fabri com 25 gols.
Em 2003, Rodrigo Mendes se transferiu para o Oita Trinita do Japão, e durante os 7 meses que ficou lá, jogou 21 jogos oficiais e amistosos marcando 8 gols.
Ainda em 2003, se transferiu para o Al Ain Club dos Emirados Árabes Unidos, conquistando o título inédito da Champions League Asia Cup 2002–03, a UAE League 2003/2004 e sendo o artilheiro da Super Cup com 12 gols. Rodrigo Mendes jogou 32 jogos e marcou 22 gols.
Depois de uma temporada de sucesso nos Emirados Árabes, Rodrigo Mendes se transferiu para o Al Gharafa Sports Club do Qatar, sendo campeão da Qatar League e Vice Campeão da Super Cup 2004–05. (jogou 27 jogos e marcou 18 gols)
Na temporada 2005–06 foi campeão da Sheik Jassin Cup, terminou a liga em sexto lugar e foi Vice Campeão da Emir Cup. (jogou 20 jogos e marcou 10 gols)
Na temporada 2006–07 foi vice-campeão da Liga e da Super Copa. (jogou 20 jogos e marcou 10 gols).
Em 26 de agosto 2007, foi contratado novamente pelo Grêmio, na sua quarta passagem pelo clube. Entretanto, rompeu os ligamentos cruzados do joelho, só voltando aos treinos em março de 2008.
Rodrigo Mendes voltou a jogar pelo Grêmio, no dia 26 de abril de 2008, em jogo-treino o Sport Club Ivoti. A torcida fez a festa com a entrada de um importante jogador da história do Tricolor. Mesmo visivelmente sem as melhores condições físicas, fez boas partidas, marcando dois gols (contra Santos e Sport Recife) e sofrendo um penalti no Grenal. Em 24 de julho de 2008, foi negociado com o Sharjah FC do Irã.
Em 2009, foi tricampeão cearense pelo Fortaleza, e em 2009 ele sofreu uma leve lesão e foi para o Grêmio onde não foi aceito para fazer o tratamento, depois disso ele foi para o Beira-Rio onde foi recebido pelo Internacional.
Em 17 de setembro de 2009, Rodrigo Mendes acertou contrato com o EC Novo Hamburgo, do Rio Grande do Sul, para jogar a Copa Artur Dallegrave. Participou da boa campanha do clube no Campeonato Gaúcho de 2010, chegando a final da Taça Fernando Carvalho, sendo o Novo Hamburgo derrotado pelo Grêmio. Encerrou a carreira em 2011, no Novo Hamburgo.
Atualmente, é formado em Administração de Empresas com ênfase em Marketing pela ESPM-Sul, se especializou em Gestão Esportiva pela Universidade do Futebol, UNISC e FIA, possui a licença "A" do curso de Treinadores da CBF, é gestor e sócio proprietário do Centro Esportivo Rodrigo Mendes na zona norte de Porto Alegre.
Em 2020, assumiu como presidente da Federação Internacional de Futebol 7 (FIF7)

## Títulos
Flamengo
- Campeonato Carioca: 1999[6], 2000
- Copa Mercosul: 1999
- Taça Guanabara: 1995, 1999
- Taça Rio: 2000
- Taça Cidade do RJ: 1993
- Troféu Raul Plassman: 1993
- Campeonato da Capital: 1993
- Taça Libertad: 1993
- Pepsi Cup'94: 1994
- Torneio See'94 de Kaula Lumpur: 1994
- Taça Maria Quiteria-SP: 1995
- Troféu São Sebastião de 1999: 2000
- Copa dos Campeões Mundiais: 1997
- Copa Rede Bandeirantes: 1997
- Torneio Cidade de Brasilia-DF: 1997
- Taça Cidade Juiz de Fora: 1997

Grêmio
- Taça Hang Ching: 1998
- Campeonato Gaúcho: 1996, 2001
- Copa do Brasil: 2001
- Troféu Osmar Santos: 2008

Kashima Antlers
- Supercopa do Japão: 1997
- Copa do Imperador Japão: 1997
- Campeonato Japonês: 1996
- Copa da Liga Japonesa: 1997

Atletico PR
- Campeonato Paranaense: 1998
- Copa do Paraná: 1998

Al Ain
- Campeonato dos Emirados Árabe: 2003–04
- Liga dos Campeões da Ásia: 2003
- UAE Super Cup: 2003

Al-Gharafa
- Liga do Qatar: 2004–2005

Fortaleza
- Campeonato Cearense: 2009

## Artilharia
- Copa Libertadores da América: 2002 (10 gols)
- Super Cup Emirates: 2004 (12 gols)